# Luis Gustavo Moreno
Luis Gustavo Moreno Rivera (Barranquilla, 1982) es un abogado penalista y profesor universitario colombiano, exfiscal que ejerció como director nacional anticorrupción de la Fiscalía General de la Nación. Moreno fue capturado el 27 de junio de 2017 por hechos de corrupción que envuelven a magistrados de las altas cortes judiciales colombianas, en un escándalo que se denominó el "Cartel de la toga".
Moreno Rivera, el abogado Leonardo Luis Pinilla, el exmagistrado de la Corte Francisco Ricaurte, Gustavo Malo Fernández, Leonidas Bustos, Camilo Ruiz, y Camilo Tarquino usaron sus cargos y conexiones dentro de la Fiscalía y la Corte para recibir sobornos y cambiar o alterar procesos legales de funcionarios de alto perfil en el gobierno y las cortes.
varios congresistas y funcionarios públicos que habrían "pagado para que las investigaciones en su contra cesaran".
Moreno fue extraditado de Colombia a los Estados Unidos el 17 de mayo de 2018 bajo cargos de lavado de activos en relación con el escándalo.
Moreno fue abogado del exgobernador del departamento de Antioquia, Luis Alfredo Ramos, procesado por la Corte Suprema por el caso de la parapolítica. También  trabajó como abogado del exalcalde del municipio de Buenaventura, Bartolo Valencia, quien fue condenado por irregularidades en contratos para la educación municipal.

## Familia
Nació en la ciudad de Barranquilla, Atlántico en 1982, tiene raíces vallenatas, de donde es su padre Luis Gustavo Moreno Gutiérrez. Por su lado paterno tiene 5 medio hermanos.
Contrajo matrimonio con Carolina Rico y tuvieron una hija. Moreno se conoció con Rico cuando Moreno ejerció como su abogado defensor cuando ella estuvo en prisión por tráfico de estupefacientes al intentar llevar drogas en una maleta en un viaje de Colombia a Francia.

## Estudios
Moreno se graduó en 2007 como abogado de la Universidad Libre. Obtuvo tres maestrías y una especialización. En sus hojas de vida aseguraba tener dos maestrías; un máster en Derecho penal de la Universidad Libre y otra en Derecho procesal de la Universidad Jaime I de España, y además de tener una especialización en Derecho probatorio de la Universidad Sergio Arboleda. Sin embargo, el diario El Espectador aseguró que Moreno solo había terminado su máster en Derecho Penal de la Universidad Libre, pero en los otros certificados de postgrado era "candidato".

## Contratista y asesorías legales
Entre 2006 y 2008, Moreno trabajó como empleado contratista de la empresa Invermilenium Ltda. Luego pasó a trabajar brevemente con la firma Dagoberto Charry Abogados.
En el 2009, recibió un contrato por un monto de COP$ 30 millones de pesos de la administración del alcalde de Bogotá Samuel Moreno para asesorar legalmente a la Secretaría de Ambiente en la "planeación y fortalecimiento de la gestión institucional".
Durante la tenuria del fiscal general Eduardo Montealegre, Moreno fue contratista con la Fiscalía. Le fue asignado un contrato por un monto de COP$ 139 millones de pesos para "acompañar recursos de casación y acciones de revisión ante la Corte Suprema de Justicia". Entre 2011 y 2012, Moreno también prestó asesoría legal a la Secretaría Distrital de Gobierno de Bogotá.
Tuvo contrato de asesorías legales con la Comisión de Investigación y Acusación de la Cámara de Representantes en el Congreso de la República de Colombia.
Entre 2012 y 2013 la Personería de Bogotá también lo contrató para asesorías legales, y luego entre 2014 y 2015 volvió a ser contratado por la Cámara nuevamente para realizar el mismo tipo de asesoría, a diferencia que en esta ocasión Moreno tuvo acceso a investigaciones contra alto funcionarios del Estado que se seguían en la comisión y en los que figuraban:
- Fiscal general Eduardo Montealegre.
- Magistrados del Consejo Superior de la Judicatura
- Magistrados de la Corte Constitucional
- Magistrados del Consejo de Estado: Jorge Iván Palacio y Jorge Pretelt.
- Expresidente Álvaro Uribe
- El entonces Presidente de Colombia, Juan Manuel Santos.

Durante su paso por la Comisión en la Cámara, Moreno se volvió cercano de magistrados de la Corte Suprema, en especial del magistrado José Leonidas Bustos.
En julio de 2015, Moreno pasó del Congreso a asesora a la Fiscalía General de la Nación que estaba a cargo del fiscal general Eduardo Montealegre, pese al conflicto de intereses dado que Moreno había a la Comisión de la Cámara en investigaciones contra Montealegre, y las conjeturas que dieron algunos funcionarios fiscales contra Moreno.

## Director Nacional Anticorrupción de la Fiscalía
Moreno Rivera fue nombrado  Director Nacional Anticorrupción en la Fiscalía General de la Nación por el Fisal General Néstor Humberto Martínez, pese a que hubo reparos a su ética por parte del vicepresidente de la Corte Suprema de Justicia de Colombia, José Luis Barceló. Su hoja de vida o curriculum vitae fue enviada a la Fiscalía por intermedio del exvicepresidente de Colombia, Germán Vargas Lleras. Mientras que Musa Besayle aseguró que quien impuso como fiscal a Luis Gustavo Moreno fue el magistrado Leonidas Bustos.

### Reparos al Código de Policía
Durante el lanzamiento en Valledupar de uno de sus libros, el entonces Fiscal comentó sobre aprobación en primer debate en el Congreso de la República del nuevo código de policía, que incluía nuevos poderes otorgados a policías, con la facultar de "realizar allanamientos sin previa orden de un juez", algo que Moreno calificó como "inconstitucional", por lo que anunció una demanda contra el nuevo código.

### Caso: Álvaro Antonio Ashton
Moreno le habría pedido una extorsión de COP$ 1.200 millones de pesos al senador Álvaro Ashton a cambio de dilatar los procesos. Ashton tiene investigaciones por su participación en el escándalo de la parapolítica y su asociación al Bloque Norte de las AUC, por lo que la Sala Penal de la Corte Suprema de Justicia adelanta procesos judiciales.

### Caso: Alejandro Lyons Muskus
Moreno también fue acusado de cohecho luego de alterar los procesos legales por corrupción que la justicia colombiana le seguía al exgobernador del departamento de Córdoba Alejandro Lyons Muskus por irregularidades en la contratación departamental y el desfalco a las regalías. Moreno recibió USD$ 10 mil dólares en un sobre como soborno, enviado por Lyons Muskus, quien estaba en Estados Unidos en ese momento con una imputación de cargos pendiente como consecuencia del desfalco a su departamento en el manejo de regalías y el Cartel de la hemofilia.

### Caso: Alan Jara
Moreno también fue involucrado en el caso de la gobernación de Alan Jara en el departamento del Meta por el caso de Llanopetrol.

### Caso: Besayle
Como fiscal anticorrupción, a Moreno le llegó un caso a su despacho que implicaba al gobernador de Córdoba Edwin Besayle, y la corrupción en unos contratos y regalías en proyectos de ciencia y tecnología, en convenio con la Universidad del Sinú en Córdoba, cuyas propietarias son Mara y María Fatima Bechara. Mara es suegra de Edwin Besayle. Mara y María Fatima Bechara fueron capturadas por el CTI de la Fiscalía General acusadas de un presunto delito de corrupción. A raíz de este suceso, el senador Musa Besayle -hermano de Edwin- fue contactado por el exmagistrado y entonces contratista del FONADE, Francisco Ricaurte, para darle a conocer que Luis Gustavo Moreno estaba a cargo del caso de corrupción de la suegra de su hermano.
En declaraciones ante la justicia, Musa Besayle rindió indagatoria: 

"Me dice él, (Ricaurte) me enteré que detuvieron a tu suegra (sic) -yo lo dejé que hablara- a tu suegra (sic) Mara Bechara, la dueña de la universidad, y te llamé porque tengo la persona clave para eso. El proceso de Mara Bechara lo lleva Gustavo Moreno, o una la oficina que pertenece al resorte de Gustavo Moreno y tú sabes que Gustavo Moreno está de fiscal anticorrupción, este pedacito me lo quiero reservar ante al JEP, tú sabes, cómo entró él, quien lo metió, cómo lo metió... ...Él (Ricaurte) me dice: usted sabe que Gustavo Moreno lo metió Bustos allá por unos acuerdos que hicieron".

"Llegué a la residencia del magistrado Ricaurte, que queda más o menos en la 7 con 85, de sur a norte. Me dijo te he citado aquí porque me he enterado de que el proceso de parapolítica que tienes en la Corte me he enterado de que va muy mal llevado, te quiero ayudar. y te llamé porque te quiero recomendar a un abogado experto en esos temas, que lo hemos recomendado en otros temas de parapolítica y ha sido exitoso, se llama Gustavo Moreno, tú fuiste al lanzamiento de su libro. Es un hombre muy bien relacionado, pero además es muy cercano al magistrado Leonidas Bustos, igual quien tiene tu proceso es el magistrado Gustavo Malo, que yo ayudé para que entrara a la Corte Suprema de Justicia".

### Caso: Clan Gnecco
Antes de ser extraditado a los Estados Unidos involucró en hechos de corrupción al exgobernador del Cesar, Lucas Gnecco Cerchar y a su hijo, el senador por el Partido de la U, José Alfredo Gnecco, quien le habría pagado un soborno para favorecer a su padre en un caso de corrupción.

## Captura
El abogado Leonardo Luis Pinilla Gómez y Moreno viajaron a Miami, estado de Florida en Estados Unidos, donde el exgobernador del departamento de Córdoba, Alejandro Lyons se encontraba y pedirle un dinero a cambio de alterar sus procesos legales en Colombia. El pedido y la entrega del dinero habría ocurrido dentro de un baño del centro comercial "Dolphin Mall " de Miami. Las autoridades de Estados Unidos lograron recaudar pruebas contra Pinilla y Gómez, por lo que emitieron una circular roja de Interpol para dar que fueran detenidos.
Pinilla Gómez y Moreno fueron capturados al llegar a Bogotá, Colombia provenientes de Miami el 27 de junio de 2017 por agentes del CTI de la Fiscalía General de la Nación al haber pedido y recibido dineros (más de COP$ 500 millones de pesos) con el que sobornaban al exgobernador Lyons. La Fiscalía General de Colombia les imputó los delitos de "concierto para delinquir, utilización indebida de información privilegiada y cohecho".
Debido a que la transacción de dinero ocurrió en territorio estadounidense, Moreno fue pedido en extradición por la justicia americana.
Previo a su extradición, Moreno decidió colaborar con la justicia colombiana, firmó principio de oportunidad y entregó una lista de 26 nombres de personas que estarían involucradas en el cartel de la toga:
1. Gustavo Enrique Malo Fernández, exmagistrado Corte Suprema de Justicia de Colombia.
2. Francisco Javier Ricaurte Gómez, expresidente de la Corte Suprema de Justicia de Colombia.
3. José Leonidas Bustos Martínez, expresidente Corte Suprema de Justicia de Colombia.
4. Camilo Ruíz, magistrado auxiliar al servicio de Gustavo malo.
5. Luis Ignacio Lyons España, abogado.
6. Gerardo Torres, abogado que laboró en la UTL de German Barón.
7. Marta Cristina Pineda, esposa de Leonidas Bustos.
8. Alfredo Bettin, exfiscal.
9. Alberto Velásquez, exsecretario general que sirvió durante el gobierno del presidente de Colombia, Álvaro Uribe.
10. Zulema Jattin, excongresista.
11. Martín Emilio Morales Díaz, senador del Partido de La U.
12. Luis Alfredo Ramos, exgobernador de Antioquia y exsenador.
13. Lucas Gnecco Cerchar, exgobernador del Cesar.
14. Julio Alberto Manzur Abdala, senador de la república.
15. Álvaro Ashton, congresista.
16. Musa Besayle, congresista.
17. Nilton Córdoba Nanyoma, excongresista.
18. Argenis Velásquez Ramírez, exrepresentante.
19. Julio Eugenio Gallardo Archibold, excongresista del archipiélago de San Andrés, Providencia y Santa Catalina.
20. Oscar Mauricio Lizcano Arango, expresidente del Senado de la República.
21. Franklin Germán Chaparro Carrillo, exalcalde de Villavicencio.
22. Juan Carlos Abadía Campo, exgobernador del departamento del Valle del Cauca.
23. Camilo Tarquino Gallego, exmagistrado de la Corte Suprema.
24. Alejandro Lyons Muskus, exgobernador del departamento de Córdoba.
25. Sandra Paola Hurtado Palacios, exgobernadora del departamento de Quindío
26. Hernán Francisco Andrade Serrano, exsenador de la república por el partido Conservador.

### Amenazas de muerte
Tras las revelaciones Moreno fue amenazado de muerte por un individuo llamado José Ignacio Mira alias "Gafas" o "Nacho", quien es un excapitán (r) del Ejército Nacional de Colombia que se involucró en el narcotráfico y estuvo militando en la BACRIM "Los Rastrojos", liderada por Javier Antonio Calle Serna alias "Comba". La amenaza la habría hecho para favorecer a dos de los exmagistrados involucrados en el escándalo del cartel de la toga.

## Extradición de Colombia a Estados Unidos
El 17 de mayo de 2018, el presidente de Colombia, Juan Manuel Santos autorizó la extradición de Colombia a Estados Unidos del exfiscal Moreno.
Una vez en Estados Unidos, en agosto de 2018, Moreno realizó un acuerdo con la Fiscalía del Distrito Sur de Florida, para dar información acerca del cartel de la toga. Como parte del acuerdo, a su esposa y su hija le fueron otorgadas persmisos de residencia en Estados Unidos. Sin embargo, pasados casi dos años Moreno no entregó la información prometida, por lo que su familia fue deportada a Colombia.
Estando Moreno en Estados Unidos, el 12 de abril de 2019, el Consejo Superior de la Judicatura inhabilitó por 15 años al exfiscal.

## Obras publicadas
- Moreno Rivera, Luis Gustavo (2016). Paz sostenible en el postconflicto. Ediciones jurídicas Gustavo Ibañez. p. 352. ISBN 978-958-749-678-9.
- Moreno Rivera, Luis Gustavo (2016). La casación penal. Teoría y Práctica bajo la nueva orientación constitucional. Ediciones Nueva Jurídica. ISBN 978-958-46-7767-9.
- Moreno Rivera, Luis Gustavo (2015). El falso testimonio: el cartel de los falsos testigos (Tercera edición). Grupo Editorial Ibañez. p. 280. ISBN 9587494261..[4]
- Moreno Rivera, Luis Gustavo (2014). Temas Actuales de Derecho Penal y Procesal Penal. Ediciones Nueva Jurídica. p. 360. ISBN 978-958-8809-07-6.